# Vinzenz Adelmann
Vinzenz Ferrer Adelmann (* 13. Januar 1780 in Würzburg; † 20. März 1850 in Fulda), latinisiert auch Vincenz Fererius Adelmann, war ein deutscher Mediziner in Fulda, Hochschullehrer und Landkrankenhausdirektor.

## Leben
Vinzenz Adelmann wurde am 13. Januar 1780 in Würzburg als Sohn des Stadtwundarztes Dominikus Adelmann (1743–1821) geboren. Vinzenz war das vierte von acht Kindern. Nach dem Besuch des Gymnasiums schrieb er sich am 28. April 1798 als 
Chirurgiae Cand. zum Studium an der Universität Würzburg ein. Das Studium schloss er erfolgreich mit „rühmlichst bestandenem Doktorexamen“ ab und wurde dann „erster Gehülfe bei dem Julius-Hospitale“ in Würzburg. 
Mit Erlass vom 17. April 1806 wird Vinzenz Adelmann Oberwundarzt bei der Landkranken-, Entbindungs- und Irrenanstalt nach Fulda an das neu gegründete Wilhelmshospital berufen. Außerdem wurde Adelmann Mitglied des Fürstlichen Medicinal-Collegiums für das chirurgische Fach und hatte für den Unterricht und die Ausbildung von Ärzten, Wundärzten und Hebammen zu sorgen. Adelmann erhielt mit seiner Berufung nach Fulda den Professorentitel und ein jährliches Gehalt von 600 Gulden, davon wurden – wie damals üblich – 140 Gulden in Naturalien gezahlt: Weizen, Korn, Hafer und Holz.
In der Zeitschrift Buchonia aus dem Jahre 1880 findet sich – in Gedenken des 100. Geburtstages – folgende Beschreibung: „Adelmann war ein schöner, freundlicher Mann, nicht groß, von gedrungener Gestalt. Sein Aeußeres schon trug den Stempel der Würde an sich und seine ausdrucksvollen Gesichtszüge verkündeten Intelligenz, Heiterkeit des Gemüthes und Herzensgüte!“ Ebenso berichtet die Zeitschrift, dass er „mit den bedeutendsten Autoritäten auf dem Gebiet der Chirurgie und Geburtshilfe in wissenschaftlichem Verkehre“ stehe und zur Universität Würzburg und den dortigen medizinischen Professoren und Doktoren gute Verbindungen unterhalte.
Am 13. Juni 1817 wird Adelmann Medizinalrat, am 2. Dezember 1835 wird ihm der Titel eines Medizinaldirektors verliehen. Am 1. Oktober 1840 folgt der Obermedizinalrat, und schließlich erhält er zum 17. Mai 1844 auch noch die Würde eines Geheimen Medizinalrates. 
Auch einige wissenschaftliche Publikationen aus der Feder Adelmanns sind belegt; so eine Abhandlung über die Operation eines Speckgeschwulstes (aus den 1830er Jahren), die Jahresberichte der Entbindungsanstalt zu Fulda und die Beschreibung und Zeichnung eines Geburtsbettes, das Vinzenz Adelmann erfunden hatte.
Am 6. Januar 1842 suchte Adelmann um die Entbindung von seinen Pflichten als Landkrankenhausarzt nach; bat aber ausdrücklich darum, weiterhin Mitglied des Direktoriums des Landkrankenhauses bleiben zu können. Erst zur Jahreswende 1848/1849 hin hat er sich dann ganz von seinen Verpflichtungen entbinden lassen.
Adelmann war zwei Mal verheiratet. Aus seiner ersten Ehe mit Frau Therese gingen zwei Söhne und eine Tochter hervor. Nach dem Tode seiner ersten Frau am 28. Dezember 1818 heiratet er am 27. September 1819 Wilhelmine geborene Weikard, Nichte des berühmten Arztes Melchior Adam Weikard (1742–25. Juli 1803), der als Leibarzt am russischen Zarenhof wirkte. Aus dieser Ehe gehen zwei Söhne hervor. Wilhelmine Adelmann stirbt am 21. Juni 1862.
Die beiden Söhne Adelmanns aus erster Ehe, Georg und Gustav, traten in die beruflichen Fußstapfen des Vaters.
Der älteste Sohn, Georg von Adelmann (1811–1888) war 1841 bis 1866 Professor für Medizin und Direktor der chirurgischen Kliniken in Dorpat und lebte später in Berlin.
Von ihm stammt das Werk Annalen der chirurgischen Abteilung des Landkrankenhauses zu Fulda während der Jahre 1835, 1836, das 1840 in Marburg erschien. Es ist zum einen eine bedeutende Quelle der Fuldaer Medizingeschichte zum anderen aber auch von allgemeiner Bedeutung für die Geschichte der Medizin. So lesen wir beispielsweise die für heutige Verhältnisse makaber wirkende Erkenntnis: „Wer Amputationen an lebenden verrichtet hat, wird sich genügend zu überzeugen Gelegenheit gehabt haben, dass der Schmerz umsomehr abnimmt, je mehr das Messer in die Tiefe dringt.“
Der zweitgeborene Sohn, Gustav Adelmann (1812–1871) unterhielt in Fulda eine ärztliche Praxis und wird 1851 als „Physikus zu Fulda“ genannt. Auch ist überliefert, dass er mit dem Ritterkreuz des königlich-bayerischen Verdienstordens ausgezeichnet wurde. Die einzige Tochter Marie heiratete den kurhessischen Juristen und Abgeordneten Valentin Joseph Werthmüller.
Am 21. März 1850 meldet der Bezirksdirektor zu Fulda dem kurfürstlichen Ministerium in Kassel den Tod von Adelmann. Adelmann sei am 20. März 1850 infolge eines Schlagflusses plötzlich verstorben. Bereits zwei Tage später, am 23. März 1850, fand die Beerdigung auf dem (alten) Städtischen Friedhof in Fulda statt.
Seit 1964 trägt eine Straße in Fulda im Stadtteil Ziehers-Süd, den Namen Dr.-Adelmann-Straße.